# Azteca alfari
Azteca alfari — вид мурах підродини Dolichoderinae.

## Поширення
Вид поширений в Центральній та Південній Америці від Північної Мексики до Південної Бразилії.

## Спосіб життя
Мурашники облаштовує у гілках цекропій (Cecropia). Молода королева засновує нову колонію на саджанці церкопії. З ростом дерева збільшується розмір колонії. Згідно з дослідженнями, до 60 % церкопій містять колонії Azteca alfari.